# Llista de diàspores
Aquesta és una Llista de diàspores. Cal afegir, però, que aquesta llista no és exhaustiva, i inclou grups que no han tingut una atenció històrica significativa. Si l'emigració d'alguns dels grups esmentats compleix les condicions requerides per ser considerat una diàspora pot ser matèria per al debat. El mapa de pobles del Món publicat per Eurominority.eu (la Unió Europea) inclou algunes diàspores i grups ètnics minoritaris o sense estat independent.
| Índex A B C D E F G H I J K L M N O P Q R S T U V W X Y Z |

## A
- Afganesos - han marxat del seu país durant el segle vint a causa de les guerres civils especialment als veïns Pakistan, Índia i l'Iran. Des de 1980, sobre mig milió d'afganesos emigraren a Europa (molts a Gran Bretanya i Alemanya), menter que un quart de milió marxaren a Amèrica del Nord (EUA i el Canadà), mentre que uns 50.000 s'establiren a Austràlia.
- Diàspora africana negres. (vegeu afroamericans)
- Albanesos – 3,5 milions viuen a Albània, mentre que s'estima que hi ha 8,5 milions escampats arreu del món (Itàlia, Grècia, Turquia, Estats Units, Canadà i Austràlia). La major concentració d'albanesos fora del seu país es troba al veí Kosova. Altres enclavaments albanesos es troben a la costa de Croàcia, al sud de Sèrbia, Grècia, Macedònia del Nord, Montenegro, Romania, Rússia, Turquia, Ucraïna i Bòsnia i Hercegovina. Un altre grup d'albanesos ètnics, coneguts com a arbëreshë viuen al sud d'Itàlia, especialment a les regions d'Abruços, Calàbria, Campània, Nàpols, Pulla i Sicília des de fa uns vuit segles. Durant els segles xix i xx es repetiren noves onades d'emigració albanesa cap a Europa Septentrional i Europa Occidental (França, Alemanya, Hongria, Països Baixos, Noruega, Suècia i Regne Unit), l'antiga Unió Soviètica, Estats Units (vegeu albanesos americans), Canadà i Mèxic, Austràlia i al llarg d'Àsia (l'antic Imperi Otomà a Orient Mitjà)
- Diàspora alemanya - Aproximadament 150 milions[2][3][4] d'alemanys ètnics viuen als territoris germanòfons d'Alemanya, Àustria, Suïssa, Tirol del Sud i Liechtenstein, i també a part de Bèlgica (vegeu l'Comunitat Germanòfona de Bèlgica), Croàcia, Dinamarca, França (especialment la regió d'Alsàcia), al comtat de Gottschee (avui Kočevje) a Eslovènia, Luxemburg, el Països Baixos, Lituània, Polònia, Romania, Rússia, Sèrbia i Ucraïna. En acabar la Segona Guerra Mundial més de 10 milions d'alemanys ètnics foren expulsats dels Sudets (en l'actualitat República Txeca) i de les províncies alemanyes que van ser annexades per Polònia, Eslovàquia, Hongria i l'ex URSS (Prússia Oriental i Belarús) amb el suport soviètic i aliat. En els segles XVIII, XIX i XX milions d'alemanys van emigrar especialment a Amèrica (als Estats Units, vegeu alemanys dels Estats Units, Canadà, Mèxic, Argentina, Brasil, Xile, Colòmbia, Panamà, Perú i Veneçuela). Un gran nombre també van emigrar a Austràlia, on ara formen el quart grup ètnic més nombrós, amb prop de 750.000 persones que reclamen ascendència alemanya. Altres petites comunitats alemanyes s'establiren a Àfrica o a Orient Mitjà (Egipte, Israel, Kenya, Marroc, Namíbia, Sud-àfrica i Tanzània), Àsia oriental i Oceania, (Xina, Índia Japó, Malàisia, Indonèsia, Filipines, Singapur i Nova Zelanda), i a tota l'antiga Unió Soviètica (principalment al Kazakhstan).
  - "Ossies" – és el nom amb què són designats els alemanys procedents de l'antiga República Democràtica Alemanya per diferenciar-los dels "wessies" o alemanys occidentals. Les dues alemanyes foren reunificades el 1990, però es manté nivell d ostalgie (nostalagia de l'est) per als aspectes anteriors i culturals de l'antiga Alemanya de l'Est. Quan el Mur de Berlín va caure i la frontera amb Alemanya Est-Oest va ser demolida, centenars de milers d'alemanys de l'Est es va traslladar a la zona oest, no només pels nivells de llibertat sinó també per la qualitat de vida i les oportunitats econòmiques, però després de la reunificació un bon percentatge va tornar al que avui és el mateix país. Els 5 estats de l'antiga Alemanya Oriental (vegeu Nous Estats d'Alemanya) van romandre culturalment diferents, sobretot la generació de més edat que va créixer a l'època de la RDA. El 1989, hi va haver una afluència d'alemanys de l'est cap als països més oberts de la bloc soviètic: Hongria, Txecoslovàquia i Polònia on hi havia algunes ambaixades occidentals i hi van anar a obtenir passaports de la República Federal d'Alemanya (occidental); altres van anar a nacions neutrals com Àustria, Bèlgica, Dinamarca, Països Baixos, Escandinàvia i Suïssa per raons polítiques, ja que alguns estaven encara simpatitzen amb els ideals comunistes. Alguns nombres més petits d'alemanys orientals van optar per traslladar-se a Europa occidental i Amèrica i a l'antiga Unió Soviètica, però la majoria va tornar a Alemanya en el transcurs de la dècada de 1990.
  - Menonites – Són una secta cristiana anabaptista sorgida al nord d'Europa durant la reforma protestant (segles xvi i xvii). Diversos grups de mennonites van emigrar als EUA, Canadà (principalment a Saskatchewan) i el nord de Mèxic), Europa de l'Est i Àsia (incloent-hi Israel i Egipte). Hi ha colònies mennonites a Amèrica Central i Amèrica del Sud (especialment al Gran Chaco, Paraguai). En total hi ha més d'un milió arreu del món.
  - Pennsylvania Dutch és una deformació de "Pennsedeutsch" a Pennsilvània, EUA, on hi ha una important presència cultural alemanya. L'alemany de Pennsilvània hi té encara una certa presència.
  - Alemany Barossa és parlat per una colònia d'alemanys australians a la vall de Barossa, Austràlia Meridional, Austràlia.
- Diàspora àrab – al voltant de 30 milions d'àrabs han marxat dels seus països en conflicte, i han emigrat dels Països àrabs cap a l'Europa occidental, Amèrica (a Detroit hi ha la principal comunitat d'àrabs americans), Austràlia i altres països (vegeu específicament libanesos, sirians i palestins).
- Diàspora argentina – nombrosos argentins han format comunitats a Europa Occidental (Espanya, Itàlia, Alemanya, França, Gran Bretanya), Amèrica del Nord i Austràlia. Molts d'ells marxaren com a refugiats polítics de la junta militar que va dirigir el país entre finals dels 1970 i mitjans dels 1980. Vegeu argentins dels Estats Units.
- Diàspora armènia – La població armènia otomana va patir persecució i massacres al seu propi territori dirigit per les autoritats de l'Imperi Otomà (genocidi armeni) que els va forçar a emigrar entre 1880 i 1920. Molts armenis es van establir als Estats Units, principalment a Califòrnia (armenis dels Estats Units); França, Canadà, Grècia, Iran, Xipre, Líban, Rússia i Síria.
- Diàspora assíria – Els assiris són un poble de parla semítica i religió cristiana que vivia originàriament a Síria, Iran, Iraq i Turquia. Durant el segle XX milions d'assiris han abandonat Orient Mitjà degut a la persecució ètnica, política i religiosa. Han craet comunitats als Estats Units. Canadà, Austràlia i Europa Occidental.
- Diàspora australiana – Uns 750.000 australians viuen fora del seu país, molts d'ells empresaris, homes de negocis o jubilats. Les principals comunitats es troben a Nova Zelanda, Gran Bretanya i Amèrica del Nord, i d'altres més petites a Europa, Sud-àfrica, als Emirats Arabs Units, Tailàndia, Papua-Nova Guinea, Costa Rica i Argentina.
- Diàspora àzeri – Els àzeris són al voltant de 10 milions i són establits principalment a la República de l'Azerbaidjan i a l'Azerbaidjan Iranià. El terme diàspora àzeri fa referència a la comunitat ètnica global àzeri.

## B
- Diàspora basca - Els bascs marxaren dels País Basc principalment a Amèrica (especialment a l'Oest dels EUA, Mèxic, Argentina i Xile) per motius econòmics o polítics. També hi ha missioners catòlics bascs arreu del món així com pescadors bascs al Canadà (Terranova), Europa Septentrional, Àsia Oriental, Austràlia i Oceania.
- Diàspora bosniana – Fou força important durant la Guerra de Bòsnia. Està formada bàsicament per bosnians però també per croats i serbis. Molts bosnians viuen a les grans ciutats dels Estats Units, com Chicago, Nova York, Washington, D.C., Boston, i Los Angeles; molts d'altres viuen a Austràlia, Canadà, Dinamarca, Alemanya, Suècia, Noruega, Itàlia, Àustria, Croàcia, Sèrbia, Suïssa i Turquia.
- Diàspora britànica – Durant els darrers quatre segles milions d'anglesos, escocesos i gal·lesos han emigrat arreu del món per diverses raons, principalment als Estats Units, Canadà, Austràlia, Nova Zelanda i Sud-àfrica, però també a Zimbàbue, Espanya, Kenya, Xile i l'Argentina.
- Diàspora búlgara – uns tres milions de búlgars ètnics són dispersos arreu del món, la majoria a països veïns com Romania, Grècia, Sèrbia, Turquia i Macedònia del Nord. Uns 200.000 viuen als EUA, uns altres 50.000 al Canadà, 40.000 a l'Argentina, 20.000 a Austràlia, 20.000 al Brasil i 20.000 a Mèxic. També hi ha comunitat búlgares importants a França, Alemanya, Espanya, Itàlia, Rússia i el Regne Unit.

## C
- La diàspora capverdiana fa referència a l'emigracó dels habitants de Cap Verd. Avui, molts capverdians viuen fora del país en comunitats als Estats Units, Portugal, Països Baixos, França, Itàlia, Espanya i el Canadà.
- Txetxens – Molts marxaren de Txetxènia durant la revolta contra Rússia en la dècada del 1990. La majoria dels desplaçats s'establiren a l'Azerbaidjan, Armènia i la República de Geòrgia, però milers de refugiats marxaren a Europa, Amèrica del Nord o Orient Mitjà. Ja entre 1820 i 1890 una onada d'emigrants txetxens els empentà a establir-se a Egipte, Iran, l'Iraq, Jordània, Turquia i Aràbia Saudita.
- Cherokees – és un poble amerindi del Sud-est dels Estats Units, l'organització tribal oficial tribal de la qual és la Nació Cherokee amb base a Oklahoma, Estats Units, que tenia uns 800.000 membres el 2005. Tanmateix, els experts antropològics i genètics en estudis amerindis han sostingut que pot haver més d'un milió més de descendents Cherokee escampats per Amèrica del Nord (el major nombre a Califòrnia). Els inicis de la diàspora cherokee es poden remuntar al trasllat forçat en el Camí de les Llàgrimes. Més tard, com a resultat de la Llei Dawes milers de grangers cherokee “americanitzats” foren forçats a establir-se arreu d'Amèrica (Canadà, Mèxic, Cuba i Amèrica del Sud). Durant el segle XX molts cherokee serviren en l'Exèrcit dels Estats Units d'Amèrica durant la Primera i la Segona Guerra Mundial, la Guerra de Corea i la Guerra de Vietnam. Aquests soldats deixaren alguns descendents pel matrimoni de “núvies de guerra” a Europa i Àsia Oriental. Alguns cherokee i d'altres amerindis podrien haver emigrat a Europa i d'altres antigues colònies britàniques i hispàniques.
- Diàspora xilena – Es tracta d'una comunitat petita però estesa formada principalment per refugiats polítics que fugiren del cop d'estat d'Augusto Pinochet. Hi ha comunitats xilenes a l'Argentina, Austràlia, Brasil, Canadà, França, Gran Bretanya, Itàlia, Mèxic, Espanya, Suècia i els EUA (vegeu Xilens dels Estats Units i d'altres més petites a Bèlgica, Japó, Noruega, Nova Zelanda i els Països Baixos. Durant l'era de Pinochet, molts refugiats es va traslladar a la República Democràtica Alemanya quan era un país comunista abans de la reunificació amb Alemanya el 1990.
- Diàspora xinesa – Hi ha uns 50 milions arreu del món. Les majors comunitats xineses a l'estranger es troben a Àsia. A Indonèsia, Tailàndia, Argentina, Mèxic, Filipines, Vietnam i Myanmar (en ordre descendent de població d'ètnia xinesa) hi ha almenys 1 milió d'habitants d'ètnia xinesa. Dos països fora d'Àsia, Estats Units (principalment a Califòrnia, Hawaii, Nova York i Estat de Washington) i el Canadà (Toronto, Mont-real i Vancouver) tenen una població de més d'1 milió en grandària. Hi ha altres comunitats importants al Japó, Cambodja, Brasil, Mèxic, Panamà, Rússia, França, el Regne Unit, la República d'Irlanda, Austràlia, Nova Zelanda i Sud-àfrica, cadascun amb més de 100.000 habitants d'ètnia xinesa.
  - Poble hakka
  - Ètnia hui – musulmans a la Xina.
- Circassians – Cap al 1864 marxaren de Circàssia el 90% dels circassians obligats pels colons russos cap a l'Imperi Otomà o l'actual Turquia. La diàspora circassiana suma un total de quatre milions arreu del món, principalment a Bulgària, Xipre, Egipte, Grècia, Israel, Jordània, Líban, Romania, Síria, Rússia i l'ex Unió Soviètica. Més de 100.000 circassians s'establiren a Amèrica del Nord (Estats Units i el Canadà), i més de 10.000 circassians a Austràlia.
- Diàspora colombiana – al voltant de cinc milions de colombians, bé desplaçada per la guerra, bé cercant oportunitats econòmiques, s'han exiliat per evitar la persecució política. La diàspora colombiana viu arreu d'Amèrica (Canadà, Mèxic, Costa Rica i Veneçuela), i a Europa (Espanya, França, Itàlia, Alemanya i el Regne Unit). La major població colombiana a l'exterior és als EUA, on són més de 2 milions Colombians dels Estats Units, un dels grups hispans dels Estats Units.
- diàspora congolesa – Es troba arreu d'Àfrica, ja que el seu territori està dividit pel riu Kongo i repartit entre la República del Congo al nord i la República Democràtica del Congo (antic Zaire) al sud. Hi ha petites comunitats congoleses a Sud-àfrica, Nigèria i Europa occidental.
- Diàspora coreana - poble de la península de Corea, situat al Xina i Japó. La primera onada de la diàspora coreana va ser durant l'ocupació colonial japonesa (1910-1945). La Guerra de Corea (1950-1953) i la divisió de la península de Corea en dues repúbliques va provocar una onada de milions de refugiats que van fugir de la guerra als Estats Units, Canadà, Xina, Japó, Filipines, Vietnam del Sud fins a 1975, i l'URSS, ara Rússia. Avui dia, Corea segueix dividida políticament. Corea del Sud estava sota el règim militar el 1953-1987, i posteriorment sota un règim civil democràtic, però els problemes econòmics i un sentit de l'aventura fa més de 500.000 sud-coreans emigrin als Estats Units i el Canadà, i 100.000 més a Europa, Austràlia i Amèrica del Sud (Brasil i Argentina). Corea del Nord es troba sota un estat militar aïllacionista de caràcter comunista des de 1948, i milions de refugiats polítics van fugir a la veïna Xina durant el segle xx.
- Els cornuallesos emigraren de Cornualla (Gran Bretanya) cap a altres parts d'Anglaterra i a països com Estats Units, Canadà, Austràlia, Nova Zelanda, Sud-àfrica, Mèxic i Brasil. La diàspora fou causada per nombrosos factors, principalment econòmics, que van dur a emigrar als coneguts com a “cousin Jacks” durant els segles xviii i xix arreu del món.
- Diàspora tàtar de Crimea – formada després de l'annexió del Kanat de Crimea per l'Imperi Rus el 1783.
- Diàspora croata – El major nombre de croats viuen arreu d'Europa i als EUA, Xile, Canadà, Austràlia, Perú, Brasil i l'Argentina.
- Diàspora cubana – l'èxode d'un milió de cubans (la principal comunitat a Miami, Florida) després de la Revolució cubana de 1959.

## D
- Danesos - En els darrers dos segles al voltant d'un milió de danesos s'han establit arreu del món.
- Diàspora neerlandesa – els neerlandesos són originaris dels Països Baixos i del nord de França (Westhoek). Milions de descendents d'holandesos viuen als Estats Units, Canadà, Austràlia, Nova Zelanda, Indonèsia, Índia (Sri Lanka), Àfrica (el Congo quan era el Congo Belga fins a 1960), el Carib (Aruba i Antilles Neerlandeses, que és oficialment territori neerlandès), i Amèrica del Sud (Surinam antiga colònia neerlandesa fins a la seva independència el 1975), però hia ha descendents de neerlandesos al Brasil i l'Argentina. Els quatre milions d'europeus blancs afrikaners de Sud-àfrica són descendents d'holandesos, francesos hugonots i de colons alemanys portats a la colònia holandesa de les Índies Orientals al segle xvi.
  - Els flamencs són un subgrup dels neerlandesos que viu a Bèlgica, on el 50-55% de la població del país parla flamenc, un dels dos idiomes oficials de Bèlgica. Els flamencs van emigrar arreu del món, principalment a França i Països Baixos, però també a Regne Unit, Alemanya i Suècia. El territori portuguès de les Açores es va anomenar la Islas de las Flamandes en el segle xvi. El flamenc occidental de la població del Nord lluita per la seva supervivència a França.
  - Els Frisons són un grup ètnic relacionat amb els neerlandesos que viu a Frísia, situada en la meitat nord dels Països Baixos, al nord-oest d'Alemanya i al sud Dinamarca. Els frisons tenen la seva pròpia llengua, història i costums. Es creu que els frisons van emigrar fa 5.000 anys al delta del Rin des del Mar del Nord i van tenir èxit en el drenatge dels pantans per a fer-lo habitable i crear ciutats i terres de cultiu. Els frisons també van emigrar arreu del món, alguns d'ells van com a treballadors en els mercats pesquers oceànics.
- Els Dominicans de la República Dominicana. - Més d'un milió de dominicans viuen als EUA (vegeu dominicans dels Estats Units), i també al Canadà, Amèrica Llatina (vegeu Dominicans de l'Argentina), Espanya i altres llocs. Els dominicans viviaen fora del seu país des de 1900 però especialment des de la dècada de 1960 han abandonat el seu país a la recerca de treball. La immigració dominicana a Puerto Rico començà el 1990 i s'ha convertit en un dels principals grups de població a Puerto Rico, incloent-hi les entrades il·legals en basses a través del perillós Canal de la Mona que separa les dues illes (vegeu Hispaniola).

## E
- Diàspora equatoriana - Els equatorians s'han establit per tota Amèrica, principalment als Estats Units (v. Equatorians dels Estats Units, Canadà, Mèxic, Argentina i Brasil, però també a Europa (especialment a Espanya, Itàlia i França), i alguns petits grups al Japó i Austràlia.
- Els coptes d'Egipte, membres d'una església cristiana ortodoxa amb base a Egipte des de fa 2.000 anys. Es creu que estan relacionats amb els pobles i cultures de l'antic Egipte i la religió cristiana fou desplaçada per l'arribada de l'islam fa 1.400 anys.
- Eritrea - Al voltant de mig milió del total de cinc milions d'eritreus van fugir del país durant els trenta anys que va durar la guerra de la independència eritrea. Han format comunitats arreu del món occidental (dins, EUA, a Washington DC, i Los Angeles, i a Europa: Suècia, Alemanya i Itàlia). Hi ha més de mig milió d'eritreus en camps de refugiats (la majoria al Sudan).
- Diàspora escocesa - Inclou els que emigraren des de l'Auld Alliance i la Guerra de la Independència d'Escòcia, que va conduir molt escocesos a emigrar al continent europeu per tal d'escapar de la persecució i de les penúries. Les Highland Clearances van despoblar gran part dels Highlands d'Escòcia i va tenir efectes duradors sobre la cultura gaèlica escocesa. Les Lowland Clearances provocaren una important migració de les terres baixes d'Escòcia cap al Canadà i Estats Units després de 1776; els escocesos de l'Ulster, descendents principalment d'escocesos de les Lowlands que es van establir a l'Ulster durant la colonització de l'Ulster del segle xvii, i posteriorment marxaren massivament a Amèrica al llarg del segle xviii a causa de la persecució religiosa i cultural, així com per altres factors socioeconòmics. Altres escocesos i escocesos de l'Ulster va marxaar a Austràlia, Nova Zelanda, Sud-àfrica i una comunitat més petita, però important, a l'Argentina. (Vegeu també diàspora britànica).
- Diàspora espanyola - Es refereix a la migració d'espanyols durant els darreres 500 anys arreu del món, per una gran varietat de raons, i especialment a Amèrica, Àfrica (Guinea Espanyola, el Marroc espanyol, i les Illes Canàries), i altres territoris espanyols a Europa. Això va donar lloc a la difusió té de la llengua espanyola. Durant el segle XX la diàspora espanyola es va incrementar a causa dels emigrats polítics i econòmics que van sortir de la dictadura franquista (des de la dècada del 1930 fins a la seva mort el 1975). Hi ha comunitats significatives a l'Argentina, Cuba, França, Itàlia, Mèxic, Rússia, el Regne Unit i a tota Amèrica Llatina.
- Estonians - Quan Estònia va ser envaïda per l'exèrcit soviètic el 1944, un gran nombre d'estonians van fugir de la seva terra natal a bord de vaixells o petites embarcacions al mar Bàltic. Molts refugiats que van sobreviure a l'arriscat viatge per mar a Suècia i Alemanya per traslladar-se d'allí al Canadà, Regne Unit, Estats Units i Austràlia. A més, amb la deportació de juny de 1941 i la deportació de març de 1949 a la Unió Soviètica, desenes de milers d'estonians foren traslladats per la força de milers d'estonians a Sibèria. Alguns d'aquests refugiats i els seus descendents van tornar a Estònia després que el país va recuperar la seva independència el 1991. L'Imperi Rus va desplaçar un nombre alt d'estonians a l'exili, i la gran majoria dels descendents (dels 3,5 milions fora d'Estònia) s'han assimilat a la societat russa. Els estonians són pocs en nombre (0,9 milions a Estònia), però no la inclou subgrups estonians txudes, livonians, sotos i voros que viuen a les terres veïnes de Rússia, Letònia i Lituània.

## F
- Diàspora índia de Fiji – pobles originaris de l'Índia abandonaren Fiji després dels cops d'estat d'inspiració etnoracial de 1987 i 2000 per a establir-se principalment a Austràlia, Nova Zelanda, Estats Units i el Canadà. En nombre més perits s'han establit a Anglaterra i altres illes de l'oceà Pacífic.
- La diàspora filipina és una diàspora de grans dimensions formda per una varietat de grups ètnics, lingüístics i regionals que són originaris de la Filipines viuen arreu del món. Molts han deixat les Filipines després de la independència dels Estats Units el 1946, sovint cap a Àsia Oriental, Sud-est Asiàtic, Austràlia, Nova Zelanda, Guam i les Illes Marianes del Nord, Amèrica del Nord, Europa i l'Orient Mitjà. Els treballadors emigrats tenen el seu propi partit polític al Congrés de les Filipines.
  - Els tagalogs del nord de l'illa de Luzón són el grup ètnic més gran de les Filipines: molts milions de tagalog va sortir de les Filipines cap al Japó, Hong Kong (Xina), Àsia sud-oriental, Austràlia, Guam i Marianes del Nord, els Estats Units (Hawaii i als estats de Califòrnia, Oregon, Washington), Canadà, Mèxic, França, Alemanya, Itàlia, Espanya, Regne Unit i l'Orient Mitjà (els Emirats Àrabs Units, Bahrain i Qatar).
- Diàspora francesa – Al món hi ha més de 100 milions de francòfons i francesos ètnics.
  - Diàspora quebequesa - inclou centenars de milers que van sortir de Quebec entre 1840 i 1930 als Estats Units (la majoria se'n va anar a estats de Nova Anglaterra de Maine, Massachusetts, Nou Hampshire i Vermont), així com a Ontario i Oest del Canadà. A més, des de la dècada de 1970 a Florida i altres parts del sud-est dels Estats Units han tingut considerables comunitats franco-canadenques comunitats, principalment jubilats.
  - La diàspora dels acadians - la Gran Expulsió (Grand Dérangement) esdevingué quan els britànics expulsaren uns 10.000 acadians (més de les tres quartes parts de la població acadiana de Nova Escòcia) entre 1755 i 1764. Els britànics van dividir els acadians entre diferents colònies per tal d'assimilar-los. La majoria dels acadians francòfons reassentats a la llavors colònia francesa de Louisiana, ara un estat dels Estats Units, on els "cajuns" han influït en el fons etnològic de Louisiana i el seu centre cultural de Nova Orleans, fortament barrejat amb elements angloamericans, africans i espanyols i altres ètnies reflectits en el jazz i la cuina criolla.
  - Els valons són un subgrup dels pobles de parla francesa a la meitat sud de Bèlgica i Luxemburg. A Bèlgica, a causa de la cultura valona, el francès ha estat històricament oficial, però actualment el flamenc i l'alemany també són cooficials. Molts minaires, obrers i camperols valons van emigrar a França, Alemanya, Països Baixos, Suècia, Gran Bretanya i territoris colonials francesos, neerlandesos i belgues (l'antic Zaire).

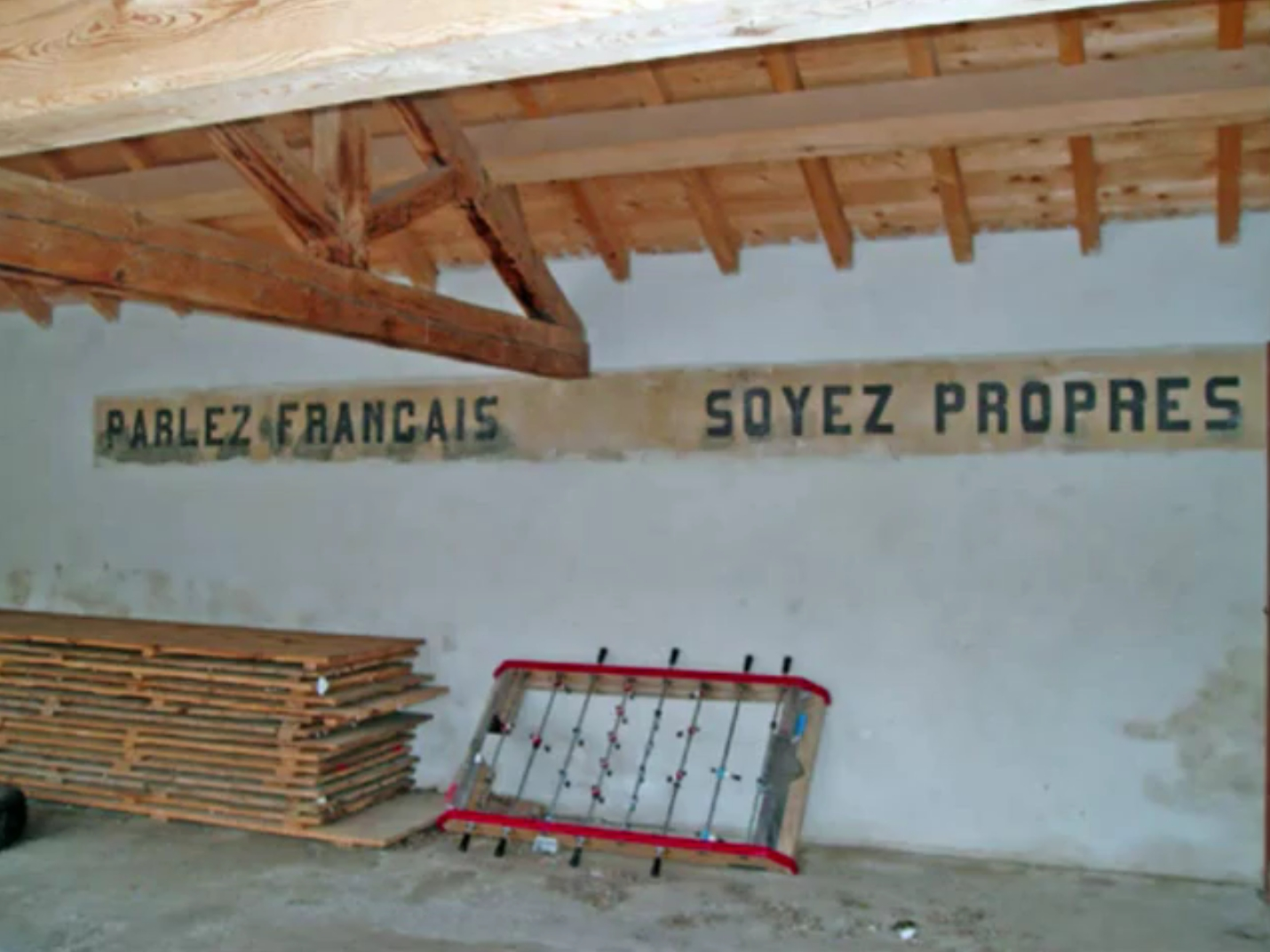
"Sigues polit i parla francèst" escrit a la paret d'una escola del sud de França, un subproducte de la política del govern francès destinada a erradicar l'occità i les parles regionals a finals del i començament del.

- - Els occitans viuen al sud de França, on encara parlen l'occità, però el seu nombre ha disminuït a causa de les pressions dels governs republicans francesos des de mitjans del segle xix. Els occitans sovint han vist negat el dret al seu propi patrimoni cultural i han emigrat en protesta pacífica cap a altres països, principalment al Canadà francòfon i a altres territoris de la Francofonia (antics territoris de l'Imperi Francès i territoris francòfons d'Europa). També s'han format comunitats occitanes a Pigüé, Argentina; també a Mèxic i Xile, i fins i tot als EUA a Valdese (Carolina del Nord.

## G
- Gallecs - Van abandonar el seu país per raons principalment econòmiques a altres àrees d'Espanya i Amèrica (Argentina, Brasil, Canadà, Costa Rica, Cuba, República Dominicana, Mèxic, Puerto Rico, els Estats Units i Veneçuela) i en els anys 1950 i 1960 a Europa Occidental (Alemanya, Suïssa, França, Bèlgica, Països Baixos i Regne Unit). Alguns també vn marxar a Àfrica, Austràlia, Nova Zelanda i l'est d'Àsia: Xina, Japó i la Filipines, que fou colònia espanyola des de 1540 fins a 1898.
- Diàspora gal·lesa - S'estima que 5 milions de persones d'ascendència gal·lesa viu a les àrees anteriorment part de l'Imperi Britànic (Canadà, Austràlia, Nova Zelanda i Amèrica Llatina) i al voltant de 2 milions de nord-americans són d'ascendència gal·lesa. Al segle xix més de 500.000 miners gal·lesos van emigrar de per tot l'Imperi Britànic, Europa Occidental, Amèrica (als EUA Jackson County (Ohio) va ser anomenat Little Wales) i Sud-àfrica per a tasques mineres, però altres van anar com a pastors, obrers i pescadors. Els gal·lesos han lluitat per preservar la seva cultura, han reviscolat el gal·lès i el seu sentit d'identitat davant l'assimilació forçada en la fàbrica anglo-britànica. Al segle xix un grup petit però sòlid de gal·lesos es van instal·lar a la Patagònia, on creà una comunitat coneguda com a I Wladfa que ha sobreviscut fins avui dia a les províncies argentines de Chubut i Santa Cruz. Molts són bilingües en espanyol i gal·lès.
- Diàspora gerash i diàspores – són una població d'ètnia persa (Iran) que ha emigrat als estats àrabs del Golf Pèrsic a la recerca d'una millor situació econòmica. S'inicià a principis del segle XX quan la ciutat fou bombardejada per les tropes de Reza I de l'Iran
- Diàspora grega - es refereix a qualsevol població ètnica grega que visqui fora de les fronteres de Grècia i Xipre com a resultat de migracions antigues o modernes. Hi ha un Departament d'Afers de la Diàspora al govern grec. S'estima que tres milions de grecs viuen a Amèrica del Nord (Estats Units i el Canadà), Àfrica, Austràlia (especialment a Melbourne, la tercera “ciutat grega” més gran), Europa - Alemanya, Suècia i Bèlgica - i Orient Mitjà. Comunitats gregues molt antiques en el que avui és Turquia van ser destruïdes a conseqüència de la Primera Guerra Mundial i la persecució. Hi ha una comunitat grega a Istanbul d'acord amb els termes del tractat de Lausana, però la persecució en els anys 1950 i 1960 va fer fugir a la majoria, de manera que només una petita comunitat (grecs pòntics) es manté a Turquia. Una comunitat tan antiga com la dels grecs d'Alexandria i El Caire va rebre l'ordre d'abandonar Egipte en la dècada de 1960 sota el programa de nacionalització de Nasser. A més, molts de grecoxipriotes han emigrat a Gran Bretanya durant el segle xx.

## H
- Diàspora haitiana - molts haitians de raça blanca i mulatos van emigrar a Cuba i Nova Orleans després de Revolució haitiana. Més recentment, molts haitians negres han emigrat als Estats Units i el Canadà. D'altres viuen al Bahames, Cuba, la República Dominicana i la Guaiana Francesa. També hi ha petits nombres a Bèlgica, França, Espanya i Veneçuela.
- Hapa – Aquest terme designa la població sorgida de la barreja entre blancs caucàsics i nadius hawaians.(Vegeu també estatunidencs multiracials). Tendeixen a viure arreu dels EUA i el Canadà occidental, a causa de la migració històrica dels hawaians a Amèrica del Nord.
- Els hispans dels EUA sovint es consideren com un nou desenvolupament de la "diàspora" o dispersió dels pobles immigrants d'Amèrica Llatina als Estats Units, i els grups ètnics continuen la seva distinció cultural, com mexicanoamericans, portoriquenys, cubans dels Estats Units, etc
- Diàspora de Hong Kong - viu en comunitats a ciutats com Londres i Toronto, Califòrnia, EUA, i a Sydney, Austràlia. Vegeu Hongcouver la major comunitat hongkongesa a Vancouver.
- Diàspora hongaresa - viu en moltes comunitats escampades arreu d'Europa, l'antiga URSS, Amèrica del Nord i Austràlia. Històricament Hongria es va estendre a parts de les actuals República Txeca, Eslovàquia, Romania, Sèrbia i Ucraïna. Durant més de 300 anys han emigrat a occident a la recerca d'oportunitats econòmiques o com a refugiats polítics, com després de la fracassada revolució hongaresa de 1956 contra el govern comunista, quan més de 200.000 hongaresos que van fugir als Estats Units, Canadà, Regne Unit, França, Suïssa, Alemanya, Àustria i Brasil.

## I
- Iemenites - Històricament Iemen era un regne fins que fou dominat pels turcs otomans i després pel colonialisme britànic al segle xix. Els britànics van mantenir-se en una part del país fins que es va independitzar com a Iemen del Sud (1967-1990) que va ser l'únic govern marxista a l'Orient Mitjà abans de la unificació amb el nord del Iemen. Els iemenites han emigrat durant els segles xix i xx arreu de l'Orient Mitjà (Bahrain, Qatar, Aràbia Saudita i els Emirats Àrabs Units), però també a Europa (vegeu iemenites britànics), Austràlia i Àsia. També han emigrat als EUA (vegeu iemenites dels Estats Units) amb una gran concentració al Lackawanna (Nova York) prop Buffalo i també a Detroit, i al Canadà.
- Diàspora islandesa: un nombre estimat de 150.000 persones, la meitat dels quals estan a Canadà. Vegeu islandesos.
- Inuit – la seva pàtria cobreix un total de 6,400 kilòmetres al nord d'Amèrica del Nord al llarg de l'Oceà Àrtic. Prop de 800.000 inuit (també coneguts com a "esquimals") viuen en quatre estats: EUA (Alaska), Canadà (Nunavut és un govern territorial establert el 1999), Groenlàndia (la majoria de la població són inuit i danesos), territori autònom de Dinamarca, i prop de 3.000 viuen a la península de Txuktxi, Rússia davant l'Estret de Bering.
- Diàspora índia: El seu nombre és de fins a 20 milions de persones, segons les estadístiques proporcionades pel Govern de l'Índia. Es divideixen en dos grups, és a dir NRI (ciutadans indis no residents a l'Índia) i PIO (persones d'origen indi que hagin adquirit la ciutadania d'un altre país).[5] Els principals nuclis de població són a Maurici (on són majoria), Guyana, Trinitat i Tobago, Surinam, Fiji, Malàisia, Sud-àfrica, Nepal i illa de la Reunió, descendents de treballadors contractats en el segle xix. Recentment han emigrat a Emirats Àrabs Units, Aràbia Saudita, Canadà i Regne Unit
- Diàspora indoxinesa - inclou als refugiats de les nombroses guerres que van tenir lloc a Àsia sud-oriental, com la Segona Guerra Mundial i la Guerra del Vietnam.
  - La diàspora vietnamita - van fugir del règim comunista del Vietnam després de la seva victòria en la Guerra del Vietnam (vegeu Vietnam del Sud) cap als Estats Units (vegeu vietnamites dels Estats Units), on la migració va arribar al seu punt màxim en els anys 1980 i 1990 (especialment la major comunitat vietnamita-americà és al Comtat d'Orange (Califòrnia)). Els vietnamites també s'establiren a Canadà, França (i territoris d'ultramar), Alemanya (també els treballadors hostes vietnamites a l'antiga comunista República Democràtica Alemanya), Itàlia, Orient Mitjà, Austràlia i altres països asiàtics (Hong Kong quan era colònia britànica abans del lliurament a la República Popular de la Xina el 1997, i Macau, que estava sota el domini portuguès fins al traspàs a la República Popular de la Xina el 1999).
  - L'onada de tribus hmong de Laos, laosians, cambodjans i tailandesos refugiats i immigrants econòmics va arribar a Amèrica del Nord (EUA i el Canadà), Europa (especialment França), Àsia (Tailàndia), Oceania (Austràlia) i Amèrica del Sud (concentrats a la Guaiana Francesa).
  - Alguns milions d'indoxinesos eren de ètni xinesa procedents de Vietnam, Cambodja emigrats durant el segle xx.
- Diàspora indonèsia - es refereix a qualsevol dels grups ètnics d'Indonèsia que viuen fora del seu país d'origen. La majoria dels expatriats indonesis viuen a Malàisia, els EUA, Japó, els Emirats Àrabs Units, Austràlia i la Països Baixos, on els cristians de les Moluques del Sud hi han trobat asil des de 1950.
- Diàspora indoxinesa - inclou als refugiats de les nombroses guerres que van tenir lloc a Àsia sud-oriental, com la Segona Guerra Mundial i la Guerra del Vietnam.
  - La diàspora vietnamita - van fugir del règim comunista del Vietnam després de la seva victòria en la Guerra del Vietnam (vegeu Vietnam del Sud) cap als Estats Units (vegeu vietnamites dels Estats Units), on la migració va arribar al seu punt màxim en els anys 1980 i 1990 (especialment la major comunitat vietnamita-americà és al Comtat d'Orange (Califòrnia)). Els vietnamites també s'establiren a Canadà, França (i territoris d'ultramar), Alemanya (també els treballadors hostes vietnamites a l'antiga comunista República Democràtica Alemanya), Itàlia, Orient Mitjà, Austràlia i altres països asiàtics (Hong Kong quan era colònia britànica abans del lliurament a la República Popular de la Xina el 1997, i Macau, que estava sota el domini portuguès fins al traspàs a la República Popular de la Xina el 1999).
  - L'onada de tribus hmong de Laos, laosians, cambodjans i tailandesos refugiats i immigrants econòmics va arribar a Amèrica del Nord (EUA i el Canadà), Europa (especialment França), Àsia (Tailàndia), Oceania (Austràlia) i Amèrica del Sud (concentrats a la Guaiana Francesa).
  - Alguns milions d'indoxinesos eren d'ètnia xinesa procedents de Vietnam, Cambodja emigrats durant el segle xx.
- Diàspora indonèsia - es refereix a qualsevol dels grups ètnics d'Indonèsia que viuen fora del seu país d'origen. La majoria dels expatriats indonesis viuen a Malàisia, els EUA, Japó, els Emirats Àrabs Units, Austràlia i la Països Baixos, on els cristians de les Moluques del Sud hi han trobat asil des de 1950.
  - Diàspora Minangkabau - dos de cada tres minangkabau viure en la diàspora. El seu sistema social indirectament matrilineal va causar la diàspora de la comunitat. Avui dia més d'un milió de minangkabau viuen fora d'Indonèsia, sobretot a Malàisia i Mèxic, però recentment han marxat a Austràlia, Xina, Europa, Japó, Corea del Sud, Taiwan i les Filipines.
  - Diàspora javanesa - es va produir durant l'època de colonialisme neerlandès. Un gran nombre de javanesos foren enviats a altres colònies holandeses com a culis, principalment a Suriname, Nova Caledònia i l'est de Sumatra. A mitjans del segle XX els javanesos foren enviats a l'illa de Nova Guinea quan el govern d'Indonèsia govern va aprovar programes d'assentaments a la província de Papua Occidental. També d'altres viuen a Malàisia, Europa, Amèrica del Nord, Orient Mitjà, Àfrica del Sud i Austràlia.
  - Diàspora indo - Durant i després de la Revolució Nacional d'Indonèsia, que va seguir la Segona Guerra Mundial, (1945-1965) al voltant de 300,000 persones, predominantment indos, van deixar marxar d'Indonèsia als Països Baixos (repatriació). La majoria d'aquest grup mai havia posat un peu als Països Baixos abans.
- Diàspora iraquiana – els refugiats de l'Iraq han augmentat en nombre des del  nvasió liderada pels Estats Units el març del 2003. El 4 de novembre de 2006 l'ACNUR estimava que 1,8 milions d'iraquians havien estat desplaçats a països veïns, prop de 100.000 iraquians fugien a Síria i Jordània cada mes. Hi ha més de 200.000 refugiats iraquians residint a Egipte i 100.000 més als estats del Golf Pèrsic. Les principals destinacions de la immigració iraquiana en la dècada de 2000 són el Regne Unit, Suècia, Alemanya, Canadà, Austràlia i Amèrica del Sud (Brasil).
- Diàspora irlandesa - format per emigrants irlandesos i els seus descendents en països com els Estats Units (vegeu irlandesos dels Estats Units), el Regne Unit, Canadà, Austràlia, Nova Zelanda, Argentina, Sud-àfrica i les nacions del Carib i Europa continental, on les són comunitats irlandeses petit però es fan notar. La diàspora té més de 80 milions de persones i és el resultat de la migració massiva d'Irlanda, a causa de la fam del passat i l'opressió política. El terme “diàspora irlandesa” va arribar a usar-se àmpliament a Irlanda en la dècada de 1990 quan el llavors president d'Irlanda, Mary Robinson va començar a usar-lo per descriure tothom amb ascendència irlandesa. Gent notable de la diàspora irlandesa han estat els presidents dels Estats Units John F. Kennedy, Ronald Reagan, Bill Clinton i l'alliberador de Xile Bernardo O'Higgins.
- Diàspora italiana - es va produir entre 1870 i 1920 a causa de la crisi econòmica, arribant a la xifra de 10 milions d'emigrants. Un gran nombre d'italians (sicilians, venecians i d'altres zones deprimides) va emigrar al Brasil, Argentina, Estats Units (vegeu Italians dels Estats Units), Canadà (vegeu Italians del Canadà), Austràlia (vegeu italians d'Austràlia), i altres països d'Amèrica (Xile, Mèxic, Panamà, Puerto Rico, Uruguai i Veneçuela), Europa (Regne Unit, República de Malta, França, Alemanya, els Països Baixos i Suècia), un nombre menor a Sud-àfrica i Israel (jueus italians), i fins a mitjans del segle XX hi havia petites comunitats d'expatriats italians a Àfrica i Orient Mitjà (Algèria, Egipte, Eritrea, Etiòpia, Líbia, Marroc, Síria, Tunísia i Turquia). Vegeu també Sicília.
  - Èxode istrià – La seva diàspora es va produir després de la fi de la Segona Guerra Mundial, quan 350.000 italians deixaren el seu país després de la caiguda del front oriental i la captura d'Ístria i Dalmàcia pels partisans iugoslaus. La majoria d'ells van ser reubicats a la mateixa Itàlia, i un percentatge inferior va marxar a l'estranger (el pilot Mario Andretti per exemple).

## J
- Els jassics són una petita ètnia que viu en enclavaments a Hongria, Romania, Rússia i Ucraïna. Estan relacionats etnològicament amb els ossets de Caucas del Nord. El seu origen ancestral pot haver estat el Caucas del Nord, encara que amb barreja d'influències perses i de l'Àsia central, d'on van emigrar fa uns 3.000 anys Cap a Europa oriental seguint els patrons migratoris dels indoeuropeus i uralians.
- Diàspora jaffnesa - es refereix a la diàspora dels tàmils de Sri Lanka, especialment la posterior al 1983 a causa de la guerra civil a Sri Lanka. Això ha creat grans comunitats tàmils en països com Canadà, Estats Units, Austràlia, Regne Unit, Alemanya. En molts sentits és comparada amb la diàspora jueva, tant històrica com social i econòmicament. És un subconjunt de la diàspora tamil.
- Diàspora jamaicana - Al voltant de 3 milions jamaicans viuen fora de l'illa de Jamaica, territori de parla anglòfona i població d'ascendència africana al Carib. Les principals destinacions de la immigració de Jamaica al segle 20 són els EUA, Gran Bretanya i el Canadà. No obstant això, també s'han establit arreu del Carib i a Amèrica Llatina, Austràlia i Nova Zelanda, i fins i tot Àfrica.
- Diàspora japonesa – Hi ha importants comunitats de japonesos al Brasil (vegeu japonesos de Brasil), Estats Units (vegeu Japonesos dels Estats Units), Canadà (Vegeu Japonesos del Canadà). Filipines (vegeu Japonesos de les Filipines), Perú (vegeu Japonesos del Perú), Argentina (vegeu Asiàtics de l'Argentina), Xile i l'Equador, i un nombre menor a Austràlia, Nova Zelanda, Cuba i Mèxic. La major comunitat d'ètnia japonesa està a Hawaii on hi representen una quarta part de la població. També hi ha petites comunitats japoneses a tot el món que es va desenvolupar al segle xx, com a tot Europa occidental (especialment la colònia japonesa de Düsseldorf, Alemanya), a l'est Rússia i Sud-àfrica. La població japonesa solia tenir sobrenoms per indicar els nivells generacionals: "Issei"-pares nascut a l'estranger, "Nisei"-primera generació nascuda fora del Japó o els fills, i "Sansei"-segona generació nascuda fora del Japó o nets.
  - okinawesos - poble asiàtic estretament culturalment i lingüística relacionat amb els japonesos i establit a l'illa d'Okinawa, políticament part del Japó des de 1878. Després de la Segona Guerra Mundial, els EUA va governar directament Okinawa des de 1945 fins a la seva tornada al govern japonès el 1972. Des de llavors, desenes de milers d'habitants d'Okinawa es van establir als EUA i en la dècada de 1960, gràcies als programes d'assentament d'agricultors a d'Okinawa Amèrica Llatina, molts s'establiren al Brasil i el Perú, i alguns a Equador, Bolívia (Departament de Santa Cruz) i Paraguai (al Gran Chaco).
- Diàspora jueva - en el seu sentit històric es refereix al període comprès entre la invasió romana i la posterior ocupació de la Terra d'Israel vers l'any 70 dC, i la recreació d'Israel el 1948. En l'ús modern, la "diàspora" es refereix als jueus ètnics que segueixen vivint fora d'Israel. Alguns jueus, en particular assimilacionistes i conversos recents, no es consideren com a part d'una comunitat de la diàspora.
  - Els grups jueus han variat molt al llarg de la història. En l'actualitat, Amèrica del Nord i Europa són la llar de la gran majoria dels jueus en diàspora.
  - Diàspora sefardita - el 1492, els reis d'Espanya va expulsar del regne a tots els habitants que no eren de l'església catòlica romana, específicament jueus i cristians d'origen jueu. Els jueus sefardites, com se'ls coneixia, es reassentaren pel sud d'Europa, nord d'Àfrica i Orient Mitjà, però altres van anar a Alemanya i als Països Baixos (on es va fusionar amb els asquenazites). Altres van anar a Gran Bretanya, Amèrica del Nord i Amèrica del Sud, així com a altres colònies dels imperis britànics i espanyol de finals del segle xvi.

## K
- Diàspora caixubi – els caixubis són un poble eslaus catòlics romà que ha mantingut el seu idioma i tradicions úniques durant segle segles tot i viure al límit entre les cultures germànica i polonesa. Entre 1850 i 1900, molts caixubians es va traslladar a Amèrica del Nord, Brasil, Austràlia i Nova Zelanda.
- Khmer - El principal grup ètnic de Cambodja ha emigrat des dels segles xviii i xix, i especialment en el segle xx. Segle 20. Les majors comunitats khmer als EUA, Canadà, França, Tailàndia, Vietnam, Xina (amb Hong Kong), Malàisia, Singapur, Austràlia, Nova Zelanda, Gran Bretanya i Aràbia (és a dir, els Emirats Àrabs Units).
- Diàspora kosovar – Els kosovars són un poble d'ètnia albanesa que es troba a l'antiga Iugoslàvia i Sèrbia.
- Diàspora kurda – es tracta de les poblacions kurdes que es troben en regions fora de la seva pàtria ancestral Kurdistan. Les Nacions Unides van declarar als kurds la nacionalitat ètnica més gran (més de 20 milions d'habitants) sense nació al món, seguit pels palestins a Orient Mitjà.

## L
- Diàspora libanesa – Entre 15 i 16 milions de libanesos viuen escampats arreu del món. Més de la meitat de la població del país són de fe musulmana i la resta són cristians. Es troben en més de 150 països. Les majors comunitats libaneses són al Brasil, els EUA, el Canadà i Austràlia, on la immigració libanesa s'ha produït en grans quantitats des de la guerra civil.
- Diàspora lituana – La majoria de lituans emigrats després de la Segona Guerra Mundial viuen a Amèrica del Nord (Canadà i Estats Units) i a Europa (França, Alemanya, Irlanda, Polònia, Suècia, Holanda i Anglaterra), però també s'han dispersat a través de Rússia i l'ex URSS, i un nombre menor a Mèxic i Brasil. Els lituans i els seus parents etnològic, el letons poden ser els pobles més antics de parla  indoeuropea coneguts i han residit en els Estats bàltics durant 5.000 anys. Entre 1880 i 1910, més de 40.000 jueus lituans han emigrat a Sud-àfrica per evitar les persecucions. Fins ara, al voltant del 80% dels 75.000 jueus de Sud-àfrica (al voltant de 60.000) són d'origen lituà.[6]
  - Litvins són un poble d'origen lituà que viuen al nord de Belarús i Rússia occidental.
- Diàspora letona - la majoria dels letons que van deixar Letònia després de la segona guerra mundial resideix a l'Amèrica del Nord (EUA i el Canadà), a tot Europa, principalment als països de l'Est i l'antiga URSS, Europa Occidental i Escandinàvia, a la resta en les antigues terres letones en els països bàltics (Estònia, Lituània, Polònia, Rússia i Belarús).
  - Latgalians, poble predominantment catòlic a l'est de Letònia de la regió de Letgàlia històricament vinculat a Lituània, a causa de diferències en la denominació de l'església entre ells i els letons de majoria luterana, juntament amb els estonians no relacionats ètnicament amb letons i lituans.

## M
- Diàspora macedònia - formada a partir dels refugiats i migrants econòmics macedonis de Macedònia del Nord als Estats Units, Austràlia, Canadà, Alemanya, Suècia, Nova Zelanda, Sud-àfrica, Argentina, Itàlia, Grècia, i molts altres estats de la Unió Europea. Hi ha aproximadament 2.500.000 macedonis arreu del món, amb més d'un terç d'estar fora de Macedònia del Nord.
- Diàspora del Magrib - es compon d'habitants d'Algèria, Marroc i Tunísia. La major comunitat magribina fora del nord d'Àfrica és a França, on s'estima que els magribins són la majoria de la població musulmana del país.[7]
  - Els algerians residents a França són entre el 5 i el 8% de la població francesa, tot i que el govern francès no té registres sobre raça i etnicitat. Els algerians han residit a França durant més de 150 anys com a resultat del període colonial francès a Algèria des de 1830 fins a 1962, quan després de set anys de guerra va assolir la independència. Les majors comunitats franceses d'algerians es troben a Marsella, París, Lilla, Niça i Lió.
  - Els marroquins es troben arreu del món, principalment als estats magrebins d'Àfrica del Nord, Egipte i Orient Mitjà (una gran colònia jueva a Israel) i comunitats d'expatriats a Europa (principalment a França, també a Bèlgica, Espanya, Itàlia, Alemanya, Holanda, Suècia, Noruega, Portugal, Gran Bretanya i Irlanda) degut a la immigració marroquina des de 1950.
  - Els tunisians ns a Europa, el major nombre d'expatriats tunisians viuen a França i Itàlia (ex colonitzadors), Egipte, Israel, Turquia i al llarg de la Unió Europea.
- diàspora maltesa: establerts principalment al Regne Unit, Austràlia, Canadà i els EUA, i arreu d'Europa i Amèrica. Hi havia grans comunitats a Algèria, Tunísia, Líbia i Egipte, però van ser dispersats en la seva majoria en la meitat del segle xx, quan aquests països van adquirir la independència. Des de l'adhesió de Malta a la UE el 2004, es van establir noves comunitats, com la de Bèlgica.
- Mexicanoamericans (mexicans a l'estranger) - més de 20 milions de persones d'origen mexicà viuen als Estats Units, des d'immigrants nouvinguts des de la dècada de 1970 fins al que hi porten més temps. La majoria dels nord-americans d'origen mexicà viuen sobretot al sud-oest dels Estats Units, a la frontera amb Mèxic, una àrea que pertanyia a Mèxic entre 1821 i 1848. Van ser fonamentals per al desenvolupament en els estats de Califòrnia, Texas, Arizona i Nou Mèxic al segle xx.
- Diàspora moldava – Durant la seva història aquesta província romanesa va ser dividida en diverses ocasions en la seva història, però els seus habitants són d'origen ètnic romanès. Molts moldaus han emigrat a la Unió Soviètica i als països bàltics. També hi ha als països d'Europa occidental com Irlanda, Espanya, Portugal, Itàlia, França i Països Baixos.
- Església Morava – Fou fundada a l'antiga província de Moràvia (avui República Txeca. Les persecucions religioses dels segles xvi i xvii els portaren a emigrar a altres països, cosa que li va permetre sobreviure i prosperar. Hi ha centenars de milers de membres de l'església morava en petites comunitats a Europa (Països Baixos), Amèrica (Estats Units), Àfrica (Sud-àfrica), a l'est d'Àsia (Corea del Sud), el subcontinent indi (Índia) i Oceania (Austràlia). No obstant això, la gran majoria d'aquests es consideren nadius del país on hi viuen.
- Els mormons, grup religiós cristià el nom oficial del qual és Església de Jesucrist dels Sants dels Darrers Dies, amb seu a Salt Lake City, Utah, i altres esglésies més petites sobre la base del mormonisme. Poc menys del 50% de tots els mormons viuen als Estats Units, mentre que prop de les tres quartes parts de la població de Utah són mormons i formar grans minories en uns altres 8-10 estats de l'Oest dels Estats Units;. El mormonisme començà com un petit grup de cristians que seguien els ensenyaments de Joseph Smith, fundador del Moviment dels Sants dels Últims Dies al segle xix. El 1840 es van veure obligats sovint a emigrar i viure als estats de Nova York, Ohio, Illinois i Missouri. Els mormons van ser expulsats per la violència col·lectiva (Joseph Smith va ser linxat) i la persecució per part dels veïns en la dècada de 1840 i el seu nou líder Brigham Young va guiar als mormons a través de les Grans Planures i les Muntanyes Rocoses per resoldre la Vall del Llac Salat, llavors part de Mèxic, però incorporat als Estats Units en 1847. Els mormons han tingut un paper fonamental en el desenvolupament de Utah i molts estats de l'Oest, quan Utah va esdevenir un estat el 1896. Avui dia, s'estima que hi ha 13 milions de mormons arreu del món, gràcies a l'activitat missionera. Les majors concentracions dels mormons fora dels EUA són a Mèxic, Canadà, Amèrica del Sud, el Sud del Pacífic (especialment Fiji, Samoa i Tonga), Escandinàvia, Gran Bretanya i Àsia, però el creixement més ràpid en el mormonisme a finals del segle xx va ser a Àfrica, Índia i Europa.
- Els montenegrins, eslaus meridionals de Montenegro que tenen una tradició d'independència i autonomia de 650 anys. Eren una antiga república de Iugoslàvia i més tard formà una federació amb Sèrbia fins que va declarar la seva independència el 2006. Més d'1,3 milions de montenegrins viuen als Balcans, mentre que mig milió més es troben a Europa occidental, 600.000 viuen als EUA i un milió més arreu del món (Canadà, Brasil, Argentina, Sud-àfrica i Austràlia).
- Diàspora muscogee, que forma part de la nació muskogee (creek) d'Oklahoma (EUA).[8]

## N
- La Nació Navajo no sols inclou els membres que habiten les quatre cantonades del sud-oest dels Estats Units (Arizona, Nou Mèxic, Utah i Colorado), sinó la diàspora Na-Dené que s'estén des de Fort Sumner (Nou Mèxic) a Fort Sumter (Carolina del Sud), a Bosque Rodendo (Nou Mèxic) a Redondo Beach (Califòrnia), Tuba City a Arizona o Yuba City a Califòrnia. i tan al nord com Fort Yukon (Alaska) a Yukon prop Oklahoma City i Kansas City (Kansas), i tan al sud com Ciutat de Mèxic. La dispersió de diversos centenars de tribus americanes natives en els segles xviii i xix, així com programes de re-ubicació de la BIA a les àrees urbanes en la meitat del segle XX fet ha provocat més dispersió dels navajo que la Llarga marxa dels navajo en la dècada de 1860, quan uns 20.000 foren desplaçats per la força de la seva terra natal (l'actual reserva navajo).

- Canacs de Nova Caledònia- un poble melanèsic colonitzat per França que s'ha establit a Austràlia i Nova Zelanda, i a tota Polinèsia (Tahití) com a treballadors agrícoles en les plantacions fundades a finals del segle xix i principis del xx. La majoria dels treballadors canacs a Austràlia van ser deportats a Nova Caledònia en la dècada de 1910 a causa dels temors racials que inspirava el fet que un dia poguessin ser majoria. Avui dia al voltant de 30.000 descendents de canacs australians viuen a l'estat de Queensland, on es va dur a terme la major concentració d'agricultura de plantació australiana.
- Newfie, nom familiar per a la gent de la província canadenca de Terranova i Labrador, originalment per als habitants de l'illa de Terranova. Els newfie han emigrat freqüentment a altres províncies del Canadà degut a les oportunitats d'ocupació de la dècada de 1920, mentre que altres van anar als EUA i Gran Bretanya. Terranova es va convertir en província desè del Canadà el 1949, després de 350 anys de domini britànic.
- Diàspora nigeriana, formada pels habitants de Nigèria, el país més poblat d'Àfrica. Més de 3 milions de nigerians viuen fora del país, principalment als EUA, el Regne Unit i Sud-àfrica, 
  - iorubes
  - Igbos
- Els noruecs. Molts noruecs van emigrar cap a l'exterior ja des del domini  danès (fins a 1814) i més tard suec (fins que s'independitzà el 1905). El major grup de noruecs es van establir a Amèrica del Nord (EUA i el Canadà, principalment a Manitoba) al segle xix, an els estats d'Illinois, Minnesota, Dakota del Nord i Wisconsin, i al Nord-oest del Pacífic (Alaska, Oregon i Washington). Vegeu Noruecs dels Estats Units i noruecs del Canadà.

## O

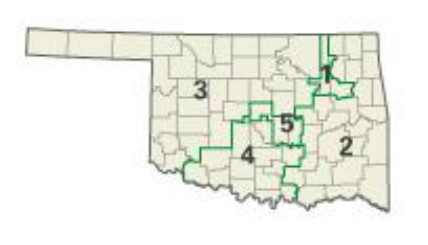
Els cinc districtes congressuals d'Oklahoma. El mapa mostra els districtes 1 i 2 amb parts dels 3, 4 i 5 com a part del Territori Indi de 1830 a 1907. Els grups tribals amerindis més nombrosos vivien en la meitat oriental de l'estat, principalment les nacions cherokees, choctaws i creek.

- Okies són els habitants de l'estat d'Oklahoma. L'estat té una llarga història d'assentament, emigració i dispersió massiva a través dels EUA i d'altres parts del món a causa de les condicions econòmiques i els conflictes amb el govern dels EUA. Molts són amerindis americans, encara que la majoria de la població és blanca i hi ha una minoria considerable d'afroamericans. Oklahoma havia estat reservada pera als nadius americans desplaçats pels colons blancs i les guerres índies del segle xix, la majoria a les Grans Planes i a l'Oest dels Estats Units.
- Els oromos i altres pobles d'Etiòpia són entre 30 i 50 milions i al llarg de la història han rebut noms com "abisinis", "eritreus" o "amharics". La població d'Etiòpia és molt diversa. La majoria parlen llengües semítiques o cuixítiques. L'oromo, amhares i tigrinyes sumen més de les tres quartes parts de la població, hi ha més de 80 ètnies diferents amb uns 10.000 membres cadascuna. grups ètnics a Etiòpia. S'han escampat arreu d'Àfrica mentre des del segle XX un moviment massiu d'immigrants etíops ha marxat cap a Orient Mitjà (Israel), Europa Àsia meridional, Àsia, Austràlia, Amèrica del Nord (EUA i el Canadà), i Amèrica Llatina.

## P
- Palestins - Molts es van veure obligats a sortir de Palestina com a resultat de la guerra araboisraeliana de 1948, de la guerra àraboisraeliana de 1967 i de la construcció d'assentaments israelians.
- Diàspora pakistanesa - La gran majoria són migrants econòmics i es van establir principalment a Orient Mitjà i Gran Bretanya. La població total és d'aproximadament 7 milions de persones.
- Diàspora persa Diàspora - els iranians tenen les seves principals comunitats a Los Angeles (Califòrnia), principalment a la comunitat de Westwood (Los Angeles), coneguda com a Little Persia, i fins i tot l'alcalde de la propera ciutat de Beverly Hills és persa (vegeu Iranians dels Estats Units). Hi ha d'altres comunitats iranians a EUA, Canadà, Europa, Orient Mitjà, Àsia oriental i Austràlia, sumant un total de 10 milions de persones, molts d'ells refugiats polítics que van fugir quan l'enderrocament de la monarquia persa el 1978 i l'establiment de la revolució islàmica de 1979.
- Diàspora peruana - Les majors comunitats peruanes són als Estats Units (vegeu Peruans dels Estats Units), Canadà, Europa (Espanya, Itàlia i França), Japó i Austràlia.
- Diàspora polonesa - la diàspora dels polonesos va començar amb les emigracions provocades per les particions de Polònia, l'aixecament de gener i l'aixecament de novembre agreujades per l'ocupació nazi i el posterior l'establiment de la línia Curzon. Històricament Polònia ocupava territoris dels actuals estats veïns de Belarús, República Txeca, Estònia, Letònia, Lituània, Rússia i Ucraïna. Des de fa més de 600 anys, grans onades d'emigrants, refugiats i treballadors contractats polonesos s'establiren a Àustria, Bèlgica Croàcia, Dinamarca França, Alemanya, Grècia, Itàlia, Luxemburg, els Països Baixos, Sèrbia, Espanya Suècia, Suïssa i Regne Unit. L'emigració dels segles xix i xx els va estendre als Estats Units, Canadà, Brasil, Argentina, Israel i Austràlia, a més de a través de l'antiga URSS. Després que Polònia es va unir a la Unió Europea el 2004 prop d'un milió de polonesos van anar a buscar feina als Estats membres de la UE, principalment Regne Unit, Irlanda, Països Baixos, França, Espanya i Portugal. Vegeu també polonesos dels Esatats Units per als 9 milions d'ascendència polonesa als EUA, així com polonesos de Brasil per als 1,8 milions de brasilers d'ascendència polonesa.
- Diàspora portuguesa - Molts portuguesos s'han establert arreu d'Europa: Espanya, França Països Baixos, Alemanya, Luxemburg, Suïssa Andorra i Regne Unit. També n'hi a les antigues colònies portugueses d'Àfrica i Àsia (Angola, Cap Verd, Guinea Bissau, Índia, Macau, Moçambic, São Tomé i Príncipe, Sri Lanka i Timor Oriental). Molts s'establiren també al Brasil però també a l'Argentina, Canadà, les illes del Carib, Xile, Guyana, Hawaii, Mèxic, Panamà, Surinam, Uruguai i Veneçuela. Vegeu també portuguesos dels Estats Units.
- diàspora boricua - Des de la primera meitat del segle XX nombrosos porto-riquenys abandonaren massivament Puerto Rico per a establir-se als Estats Units. La principal comunitat porto-riquenya es troba a la ciutat de Nova York (al voltant d'1 a 2 milions en l'àrea metropolitana), Nova Jersey, Pennsilvània i Florida, però també hi ha en menor nombre als altres estats (incloent-hi Hawaii), i altres comunitats més petites al Canadà i Espanya. Alguns porto-riquenys de Nova York es fan dir Nuyoricans. La majoria prefereixen anomenar-se boricuas, en referència a Borinquen, nom nadiu de Puerto Rico abans de l'arribada dels europeus.

## Q
- Diàspora quebequesa; francòfons del Canadà residents a la província del Quebec. Vegeu Diàspora francocanadenca.

## R
- Diàspora rhodesiana - Rhodèsia (avui Zimbabwe) era una colònia britànica africana que es distingia per tenir un percentatge de població d'origen europeu més alta. A finals dels anys 1960 es va independitzar de la Gran Bretanya mantenint lligams estrets amb la metròpoli i un règim segregacionista que provocà la guerra civil de Rhodèsia (1966-1979), després de la qual la meitat de la població d'ascendència europea va emigrar a Austràlia, Nova Zelanda i el Canadà. Per a molts el primer destí va ser Sud-àfrica, però la majoria marxaren després a altres indrets. D'altres marxaren directament a la Gran Bretanya. Aquesta tendència va continuar quan Rhodèsia es va convertir en Zimbabwe-Rhodèsia el juny de 1979, i va augmentar quan Zimbabwe-Rhodèsia es va convertir en Zimbabwe al març de 1980 (Després d'un breu període 85 dies en què formalment va tornar a anomenar-se "Rhodèsia del Sud" per raons de conveniència política). Hom creu que la població d'origen europeu va disminuir de 275.000 habitants el 1970 a 120.000 el 1999. Els residents britànics a la zona se sumaren a la migració, però no tots tornaren a la metròpoli. L'emigració ja va començar quan Rhodèsia del Nord esdevingué Zàmbia el 1964, però no fou resultat d'una guerra sinó de la pressió econòmica. Els europeus també van emigrar de Nyasalàndia quan es va independitzar amb el nom de Malawi el 1964. Veure Federació de Rhodèsia i Nyasalàndia.
- La diàspora russa - La primera onada de migració de russos ètnics va tenir lloc en el segle xvii durant el cisma dels Vells creients. L'onada migratòria russa més important es va produir arran de la Revolució d'Octubre i la Guerra Civil Russa Coneguts col·lectivament com a emigració blanca. Un grup més petit de russos (coneguts com a russos de segona onada o segona emigració) marxaren després de la Segona Guerra Mundial, molts com a refugiats o com a treballadors a l'Est. Durant el període soviètic molts russos ètnics migraren cap a l'àrea de l'antic Imperi Rus i de la Unió Soviètica, i després del col·lapse de la Unió Soviètica es trobaren vivint fora de Rússia.
  - Diàspora russa blanca - foren els russos i belarussos que marxaren de Rússia (URSS 1918-1991) arran de la Revolució d'Octubre i de la Guerra Civil Russa cercant preservar la seva cultura russa pre-soviètica, la fe cristiana ortodoxa; fins i tot inclou membres exiliats del Partit Comunista de l'URSS com Lev Trotski, assassinat en el seu exili a Mèxic el 1940. Els milions de russos emigrats i refugiats es troben vivint a Amèrica del Nord (EUA i el Canadà), Amèrica Llatina on una secta dels Vells creients (Molokans) es va establir a Vall de Guadalupe, Baixa Califòrnia a Mèxic. Altres s'escamparen per Europa (Regne Unit, Àustria, Bèlgica, Txecoslovàquia, França, Alemanya, Grècia, Hongria, Itàlia, Països Baixos, Polònia, Escandinàvia, Suïssa i Iugoslàvia), alguns a l'est d'Àsia (Xina i Japó), Àsia meridional (Índia i l'Iran) i Orient Mitjà (Egipte i Turquia).
- Diàspora romaní - Originaris de la regió índia del Panjab, els  roma van emigrar massivament a Europa vers l'any 1000. Els gitanos viuen escampats arreu del món, fins i tot als Estats Units.
- Romanesos - Van emigrar per primera vegada en gran nombre entre 1910 i 1925, i emigraren en la massa després de la caiguda efectiva el règim comunista el 1989. Aquesta població forma la diàspora romanesa que es troba avui escampada per Itàlia, Espanya, Portugal, França, Alemanya, Grècia, Israel, Rússia, Turquia, els Països Baixos, el Regne Unit, Xina, Japó, Austràlia, els EUA, Canadà, Mèxic, Brasil i Argentina. Hi ha més de 12 milions de romanesos fora del seu país.

## S
- Els sahrauís es troben exiliats a Mali, França, Espanya, Algèria (principalment Tindouf), Mauritània, Níger, Itàlia i Senegal. I a la zona alliberada per la República Àrab Sahrauí Democràtica.
- Diàspora sèrbia - Més de 12 milions de persones d'ascendència sèrbia viu arreu del món, principalment en el territori de l'actual Sèrbia però també a Montenegro, Bòsnia i Hercegovina, Croàcia, Hongria, Albània, Macedònia del Nord i Romania. Les majors comunitats sèrbies a l'estranger es troben als EUA (Vegeu serbis dels Estats Units) i Alemanya, així com Àustria, Austràlia, Canadà, Suïssa, Suècia, Dinamarca, Regne Unit, França, Itàlia, Eslovènia, Holanda, Brasil i Sud-àfrica.
- Diàspora somali - inclou els somalis ètnics que viuen a Djibouti, Etiòpia, Iemen, Kenya i altres parts d'Àfrica. També inclou uns 2,5 milions de persones d'origen somali que viu a l'Orient Mitjà, Europa, Oceania i Amèrica del Nord, ja sigui com a immigrants o com a ciutadans naturalitzats.
- Diàspora sud-africana - es compon principalment d'emigrants sud-africans d'ascendència europea, especialment aquells de llengua materna afrikaans. Sud-africans d'origen europeu de parla anglesa també han emigrat a la Gran Bretanya per raons semblants. També hi ha un creixent classe mitjana de Sud-àfrica d'origen africà, molts dels quals han començat a emigrar per a trobar millors perspectives, augmentant el pes demogràfic de tots els sud-africans a l'estranger. S'han assentat principalment a Gran Bretanya, Austràlia, els Estats Units, Nova Zelanda, Canadà, França, Alemanya, Països Baixos, Argentina i Brasil.
- Diàspora d'Àsia meridional - inclou milions de persones de l'Índia, Myanmar, Bangladesh, Pakistan i Sri Lanka, els descendents dels quals viuen a Surinam, Sud-àfrica, Trinitat i Tobago, Guyana, Jamaica, Kenya, Maurici, Fiji, Singapur, Malàisia, Tailàndia, Tanzània, Uganda, i altres països que van sortir de l'Índia Britànica en els segles XIX i XX, i milions més que s'han traslladat a Austràlia, Canadà, França, Alemanya, Itàlia, Nova Zelanda, el Països Baixos, Noruega, Suècia, els Estats Units, el Regne Unit i Emirats Àrabs Units a les últimes dècades (vegeu Desi, asiàtics britànics, sud-asiàtics americans, hindis del Canadà i parsis).
  - Diàspora índia - estimada en més de 30 milions, es refereix a les persones originàries de l'Índia que viuen a altres parts del món.
  - Diàspora tàmil - es refereix als habitants de Tamil Nadu i als tàmils de Sri Lanka que s'han establert a la resta de l'Índia, Sri Lanka, Malàisia, Singapur, Reunió, Sud-àfrica, Maurici, Fiji, Guyana, Trinitat i Tobago, illes franceses del Carib, Europa, Austràlia i Amèrica del Nord (EUA i el Canadà).
  - Diàspora sikh - han emigrat del Panjab cap a arreu del món. Ara hi ha més d'un milió de sikhs fora de l'Índia. La comunitat més gran és la comunitat sikh de la Gran Bretanya, que en l'últim cens va registrar 336.179 persones. També hi ha importants comunitats sikhs al Canadà (278.000), Malàisia (100.000), Àfrica oriental (100.000), Estats Units (87.000), i 150.000 a Europa, 32.000 a Austràlia i Nova Zelanda.
  - Diàspora txitpavan - Població mixta d'ascendència índia i d'Europa oriental (principalment jueus) que van emigrar a Índia fa segles.
  - Diàspora panjabi - panjabis de totes les regions han emigrat durant el segle XX a la Unió Europea (principalment Regne Unit), Canadà, EUA Malàisia i Austràlia.
  - Els gitanos - és un poble tradicionalment dispers per Europa amb origen a Àsia meridional (o potser, al nord de l'Índia) fa 800 anys, avui encara estan més dispersos Avui, després del porraimos de l'Alemanya nazi.[9]
- Diàspora sudanesa - Fa referència tant als habitants del Sudan com els de Sudan del Sud habitat pels pobles cristians dinka i nuer. Molts dels sudanesos d'ambdós països van emigrar a Europa (Regne Unit) i Orient Mitjà. El seu nombre ha augmentat considerablement als EUA i el Canadà, especialment a l'Oest Mitjà i Centre, i també hi ha zones de reassentament de desenes de milers de sudanesos del sud són les zones de reassentament de desenes de milers de refugiats, la majoria nens coneguts com a nois perduts del Sudan en la dècada 1990-2000.
- Diàspora sueca - Un gran nombre de suecs (inclosos suecs de Finlàndia quan es trobaven sota el domini rus) va emigrar als EUA a finals del segle xix i XX. S'estima que al voltant de vuit milions de nord-americans tenen alguna ascendència sueca. Els suecs dels Estats Units representen el 10% de la població de Minnesota i molts altres s'establiren a Wisconsin, Illinois, Nova York i Pennsilvània. Al Canadà també va tenir lloc una gran migració sueca en el mateix període, juntament amb altres grups ètnics escandinaus de Noruega, Dinamarca i Islàndia. Durant el segle XX petites onades d'expatriats suecs, generalment empresaris i jubilats, s'han establit a Europa, Àsia Oriental, Austràlia i Amèrica Llatina. Una gran colònia de suecs es van establir ciutats als EUA com Lindsborg (Kansas) i Kingsburg (Califòrnia) en el segle xix.
- Diàspora suïssa - un 9% dels ciutadans suïssos viuen arreu del món. Suïssos i descendents seus viuen als EUA, Canadà, Mèxic, Perú, Bolívia, Argentina, Brasil, França, Alemanya, Itàlia i Àustria. Al segle xix diversos programes de colonització de terres al sud de Xile va portar desenes de milers de suïssos alemanys, alemanys ètnics i austríacs. També n'hi ha a Libèria i Ghana.
- Diàspora siriana - La diàspora nacional àrab al món.

## T
- Diàspora tàmil - grup demogràfic de tàmils de l'Índia o Sri Lanka que s'han establert en altres parts del món.
- Diàspora tibetana - un grup de tibetans que va abandonar el Tibet seguint el 14è Dalai Lama quan marxà a l'exili el 1959. La majoria viu a l'Índia i Nepal, però alguns viuen als Estats Units i Europa. Uns 20-40.000 tibetans viuen només a Suïssa. Hi ha comunitats tibetanes a Califòrnia, Nova York, Los Angeles i San Francisco. Els tibetans a l'exili són influents en el moviment Tibet Lliure.
- Tuaregs, un grup d'amazics del Sàhara Occidental que després de la fi de la dominació espanyola (1975) han fugit del país juntament amb molts sahrauís a causa de la invasió marroquina i l'ocupació del territori en disputa, conegut com la República Àrab Sahrauí Democràtica. Originaris del Sàhara i del nord d'Àfrica, hi ha alguns tuareg a Egipte i Nigèria, així com a Algèria, el Txad, Líbia, Mali, Mauritània, Nigèria i Tunísia.
- Diàspora turca - es refereix als turcs que viuen fora de Turquia (sobretot a Alemanya).

## U
- Diàspora ucraïnesa, representada pels ucraïnesos que van deixar la seva terra natal en diverses onades d'emigració, establint-se principalment a Amèrica (Estats Units, Canadà, Mèxic, Brasil i Argentina), però també Austràlia, l'est d'Àsia (Xina) i arreu d'Europa. També inclou les desenes de milions d'ucraïnesos que van emigrar des d'Ucraïna a altres parts de l'antiga Unió Soviètica (principalment Rússia) durant l'època soviètica. Ucraïnesos de religió jueva han emigrat a l'Orient Mitjà juntament amb altres jueus russos i s'han establert a Israel.
  - Rutens i russins són pobles eslaus de la petita regió de Rutènia, que abasta la zona més oriental d'Eslovàquia, sud-est de Polònia, la zona nord d'Hongria i l'oest d'Ucraïna, i que ha conservat una identitat etnicocultural única, però que durant més d'un mil·lenni no ha gaudit d'un estat independent. Durant el segle xix i les dues guerres mundials més d'un milió de rutens van fugir del seu país i es va instal·lar a Europa Occidental (França, Alemanya i Àustria), Amèrica del Nord (EUA i el Canadà) i l'URSS (Rússia), però en grups inferiors es van establir a l'est d'Àsia (Xina), Orient Mitjà (Turquia), Amèrica del Sud (Brasil) i Austràlia.
- Uigurs Xin - Són un poble turquès de la regió nord-oest de Xinjiang a la Xina. Més de 2 milions d'uigurs van emigrar cap a l'exterior a zones autòctones uigurs en països propers com Kazakhstan, Kirguizstan, Tadjikistan, Turkmenistan i l'Uzbekistan, i a altres parts de l'antiga URSS (Rússia). Altres uigurs s'han establit a través de la Xina, però també al Pakistan, els Emirats Àrabs Units, Europa i uns 200.000 viuen als EUA, principalment a San Francisco i Los Angeles (Califòrnia).

## V
- La diàspora veneçolana - Són els veneçolans que viuen fora del seu territori, principalment als Estats Units, Mèxic, Brasil, Espanya i Itàlia. La majoria d'ells van arribar escapant de la dictadura militar de la dècada de 1950 i de les repressions polítiques en la dècada de 1960. Recentment, hi ha hagut un nombre creixent de veneçolans al Canadà gairebé tots ells treballant per al Sector de Petroli després de vaga petroliera de 2002-2003 (vegeu també veneçolans dels Estats Units).

## W

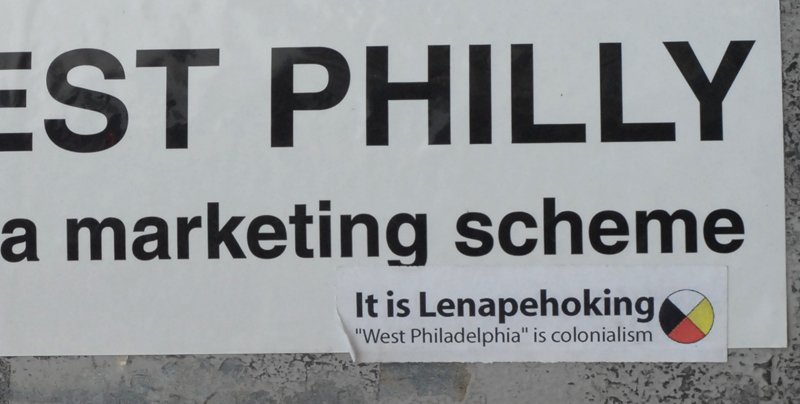
Adhesiu dels activistes amerindis de la comunitat de West Philadelphia a Philadelphia PA USA.

- West Philadelphia és un escenari recent de la cultura dels amerindis urbans, especialment de la nació lenni-lenape o delaware. La seva comunitat d'University City (Filadèlfia) es diu Lenapehoking pel nom indígena de la regió. També la Confederació iroquesa ha format comunitats.

## Z
- Diàspora zoroastriana - Es produí en dues onades. La primera va tenir lloc al segle VII quan els àrabs conquistaren Pèrsia i van fugir a l'Índia on són coneguts com a parsiss. La segona, després de la revolució islàmica de 1979, milers de seguidors de Zoroastre que encara restaven a l'Iran van fugir als Estats Units i a la Unió Europea, principalment a la Gran Bretanya.

## Curiositats
- Diversos pobles amerindis dels Estats Units tenen llegendes de diàspora en els seus contes i identitat, però el concepte només s'aplica després del contacte amb els europeus i l'eliminació de la totalitat dels pobles indígenes pels governs postcolonials blancs dels segles XVI al XIX.
- Diverses minories ètniques de les zones sota control rus i soviètic després de la Revolució russa continuant desplaçats després dels reassentaments massius sota Ióssif Stalin.
- Diversos grups van fugir en gran nombre d'àrees sota control de l'Eix durant la Segona Guerra Mundial, o després dels canvis de fronteres després de la guerra, i van formar les seves pròpies diàspores. Només un petit nombre d'aquests grups i nacionalitats van ser capaços de restaurar l'autonogovern després de la caiguda del comunisme i la dissolució de la Unió Soviètica (1990-91).